# Dario Acocella
Dario Acocella (Napoli, 12 febbraio 1979) è un regista, sceneggiatore e produttore cinematografico italiano.

## Biografia
Inizia a operare nell'ambito dell'audiovisivo con opere di videoarte, il suo lavoro d’esordio è il cortometraggio visual Chimaera che, nel 2001, vince il Braunschweigh International Film Festival. Si laurea al DAMS con indirizzo regia cinematografica presso l'Università degli Studi Roma Tre, e inizia a collaborare come assistente alla regia nelle serie televisive Orgoglio 2 e Orgoglio 3, entrambe in onda su Rai 1. Dal 2005 inizia a collaborare in qualità di aiuto regista per importanti produzioni cinematografiche e televisive, tra cui le fiction Gente di mare 2 e Fidati di me, in onda su Rai 1. Nel 2005 gira il suo primo documentario per la televisione dal titolo L’isola dei venti, di cui è anche autore. Nel 2009 affianca Giorgio Serafini, come regista di unità parallela, nella fiction Il Bene e il Male in onda su Rai 1, ottenendo riconoscimenti al Busto Arsizio Film Festival e al Festival della Televisione di Monte Carlo.
Tra il 2005 ed il 2010 gira videoclip musicali per gli artisti Irene Grandi, Fabio Concato e BG. Nel 2010 dirige, unitamente a Francesca Marra, la serie TV Capri 3 per Rai 1, con Bianca Guaccero, Lucia Bosé e Lando Buzzanca.
Nel 2013 scrive e dirige il docufilm Ho fatto una barca di soldi sulla vita dell'artista Fausto Delle Chiaie, l'opera viene selezionata in concorso al Festival Internazionale del Film di Roma nella sezione Prospettive Doc Italia e viene proiettata in anteprima nazionale al MAXXI ottenendo consenso di pubblico e critica. Nel 2014 gira, in Brasile, il docufilm O Paìs do Futebol, una produzione Zerozerocento Produzioni in collaborazione con Pepito Film e Rai Cinema. Nel 2017 firma la regia del cortometraggio Good Food che viene selezionato alla Festa del Cinema di Roma. Nel 2019 gira il cortometraggio Il Dono, presentato nello stesso anno all'Italian Pavilion in occasione della Mostra del Cinema di Venezia e dove vince il premio "Starlight Award", dirige il documentario L'Aquila, 03:32 - La generazione dimenticata, con Lino Guanciale, una produzione Stand by Me e Rai Cinema realizzata per Rai 2 in occasione del decimo anniversario del terremoto in cui persero la vita più di 300 persone. Sempre nel 2019 scrive e dirige Big North, un docufilm su Paolo Cognetti girato in Alaska, Valle d'Aosta, Stati Uniti e Canada e prodotto da Samarcanda Film e Rai Cinema con il sostegno di Film Commission Vallée d'Aoste. L'opera viene distribuita nelle sale cinematografiche nel 2020. Attualmente è impegnato nella preparazione del suo primo lungometraggio di finzione dal titolo Aria, da lui scritto e diretto.

## Vita privata
Dopo un lungo fidanzamento, sposa nel 2013 l'attrice Bianca Guaccero, da cui ha una figlia. La coppia si separa nel 2017.

## Filmografia

### Regista

#### Cinema
- L'hobby – cortometraggio (2018)

#### Televisione
- Il bene e il male – serie TV (2009) - regia unità parallela
- Capri – serie TV, 11 episodi (2010)
- Star Cuoc – miniserie TV, episodio 1x01 (2015)
- L'Aquila 3:32: la Generazione dimenticata – film TV (2019)

### Regista e sceneggiatore

#### Cinema
- Piccoli poteri – cortometraggio (2013)
- Sogni di Grande Nord (2021)

#### Televisione
- Ho fatto una barca di soldi – documentario (2013)
- O Paìs do Futebol – documentario (2018)